# Australie aux Jeux olympiques d'hiver de 1998
L'Australie participe aux Jeux olympiques d'hiver de 1998, organisés à Nagano au Japon. C'est sa quatorzième participation aux Jeux olympiques d'hiver. La délégation australienne, formée de 23 athlètes (15 hommes et 8 femmes), obtient une médaille de bronze et se classe au vingt-deuxième rang du tableau des médailles.

## Médaillés
| Médaille                            | Nom           | Discipline | Épreuve    |
| ----------------------------------- | ------------- | ---------- | ---------- |
| Médaille de bronze, Jeux olympiques | Zali Steggall | Ski alpin  | Slalom (F) |